# Przetacznik stokrotkowy
Przetacznik stokrotkowy (Veronica bellidioides L.) – gatunek rośliny z rodziny babkowatych (Plantaginaceae), w systemach XX-wiecznych klasyfikowany zwykle do trędownikowatych (Scrophulariaceae) lub przetacznikowatych (Veronicaceae). Występuje w Europie (Austria, Bułgaria, Czechy, Francja, Hiszpania, Mołdawia, Niemcy, Polska (uznany za wymarły), Rumunia, Słowacja, Szwajcaria, Ukraina, Włochy, obszar dawnej Jugosławii). W 2009 r. został ponownie odnaleziony w Karkonoszach.

## Zmienność
Wyróżnia się dwa podgatunki:
- Veronica bellidioides L. subsp. bellidioides
- Veronica bellidioides L. subsp. lilacina (F.Towns.) Nyman – występuje we Francji, Monako, Hiszpanii, Włoszech.

## Morfologia

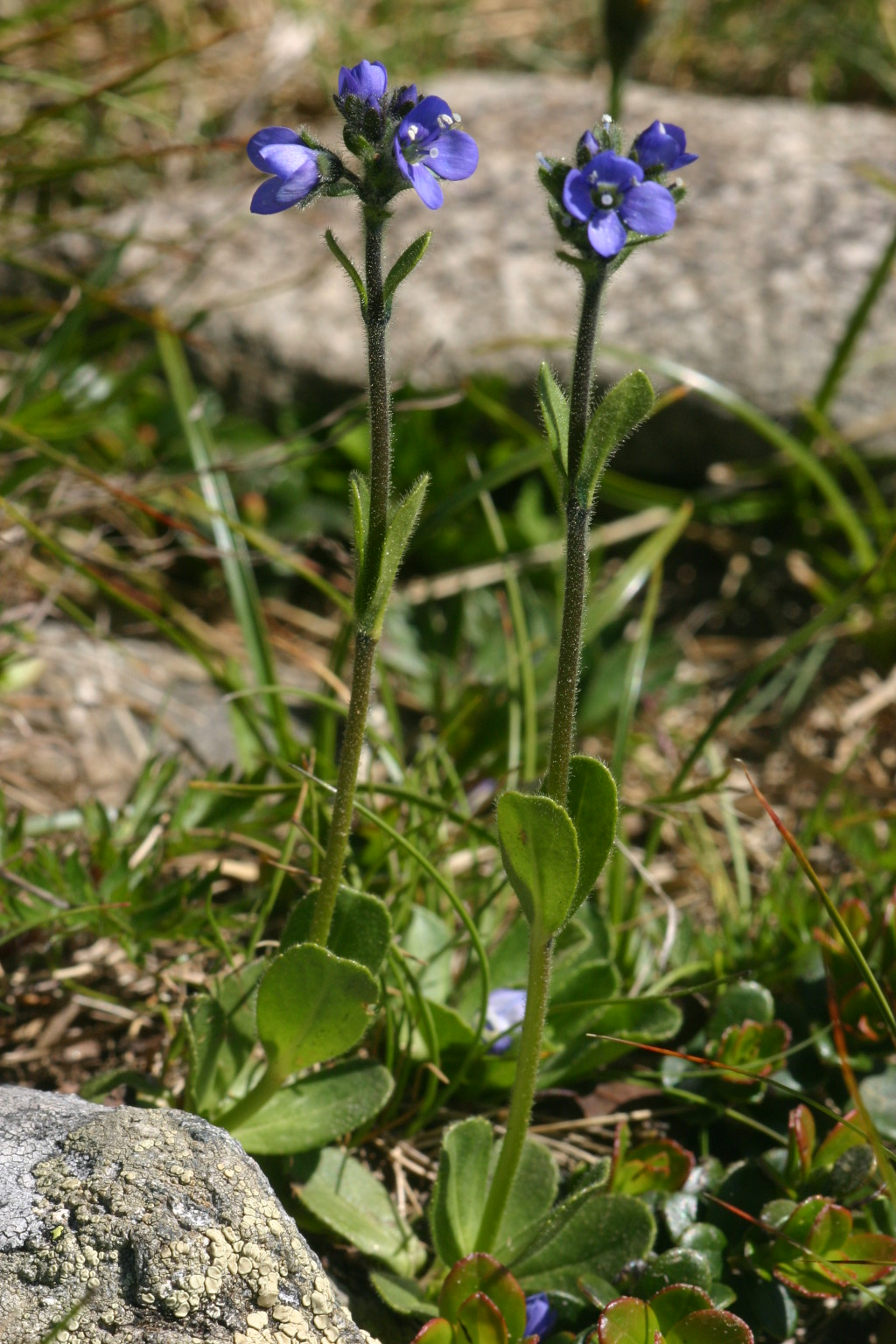
Kwitnące rośliny

ŁodygaWzniesiona, do 20 cm wysokości, gruczołowato owłosiona.
LiścieGruczołowato owłosione. Dole liście skupione w różyczkę, większe od pozostałych, odwrotnie podłużnie jajowate. Liście łodygowe tworzą 2-4 pary.
KwiatySkupione w zbite grono. Korona fioletowoniebieska, o średnicy ok. 13 mm.
OwocOkrągłojajowata torebka z długa szyjką.

## Biologia i ekologia
Bylina, oreofit. Rośnie w murawach wysokogórskich na podłożu bezwapiennym. Kwitnie od czerwca do sierpnia. Gatunek charakterystyczny klasy Juncetea trifidi.

## Zagrożenia
Kategorie zagrożenia gatunku:
- Kategoria zagrożenia w Polsce według Czerwonej listy roślin i grzybów Polski (2006)[8]: Ex (wymarły); 2016: CR (krytycznie zagrożony)[9].
- Kategoria zagrożenia w Polsce według Polskiej Czerwonej Księgi Roślin (2001)[10]: EX (wymarły); 2014: CR (krytycznie zagrożony)[11].